# Aeolagrion
Aeolagrion – rodzaj ważek z rodziny łątkowatych (Coenagrionidae).
W skład rodzaju wchodzą następujące gatunki:
- Aeolagrion axine
- Aeolagrion dorsale
- Aeolagrion inca
- Aeolagrion philipi